# Gastrique (België)
Gastrique is een sausbasis bestaande uit azijn, witte wijn, sjalotten, dragonstengels, bouquet garni en peperbolletjes. De uitvinder is de Brusselaar Vedy, die de gastrique op de markt bracht in 1890. Gastrique betekent eigenlijk maagsap. De naam van de sausbasis verwijst dan ook expliciet naar de hoge zuurtegraad.
Gastrique wordt als basis gebruikt voor vele andere botersauzen, bijvoorbeeld bearnaise of beurre blanc. Het zuur van de gastrique biedt een tegenwicht aan het zoet van de boter, waardoor de uiteindelijke saus in balans wordt gebracht.
Volgens de Franse terminologie is een gastrique een kooksel, gemaakt van donkere karamel, dat geblust wordt met azijn of vruchtensap; een geheel ander product.